# لا ترانکلیر
لا ترانکلیر (به فرانسوی: La Tranclière) یک کمون در فرانسه است که در canton of Pont-d'Ain واقع شده‌است.

## خصوصیات
لا ترانکلیر ۱۴٫۹ کیلومترمربع مساحت و ۳۰۳ نفر جمعیت دارد و ۲۷۵ متر بالاتر از سطح دریا واقع شده‌است.